# كمنسيل وتوني
كمنسيل وتوني (الاسم العلمي:Cumminsiella wootoniana) هو نوع من الفطريات يتبع جنس الكمنسيل من الفصيلة الشقرانية.